# Vodonosnik Guarani
Vodonosnik Guarani, ki je pod površjem Argentine, Brazilije, Paragvaja in Urugvaja, je drugi največji znani sistem vodonosnikov na svetu in je pomemben vir sveže vode. Imenovan po ljudstvu Gvarani, obsega 1.200.000 kvadratnih kilometrov, s prostornino približno 40.000 kubičnih kilometrov, debelino med 50 metri in 800 metri in največja globina približno 1800 metrov. Ocenjuje se, da vsebuje okoli 37.000 kubičnih kilometrov vode, s skupno stopnjo polnjenja okoli 166 km³/leto iz padavin. Pravijo, da bi lahko ta ogromen podzemni rezervoar oskrboval svet s svežo pitno vodo 200 let. Vendar pa ob natančnejšem pregledu, če bi svetovna populacija ostala na ravnovesju približno 6,96 milijarde, ne da bi upoštevali, da dojenčki potrebujejo manj vode kot odrasli odrasli, ta številka doseže 1600 let, kar omogoča približno 9 litrov na dan na osebo. Zaradi pričakovanega pomanjkanja sladke vode v svetovnem merilu, za katerega okoljevarstveniki domnevajo, da bo postalo kritično v manj kot 20 letih, ta pomemben naravni vir hitro postaja politiziran, njegov nadzor pa postaja vse bolj sporen.

## Geologija vodonosnika
Vodonosnik Guarani je sestavljen predvsem iz rečnih peščenjakov formacije Piramboia in eolskih peščenjakov formacije Botucatu, ki so bili odloženi v obdobju triasa in jure. Več kot 90 % celotne površine prekrivajo zgodnjekredni bazalti formacije Serra Geral. Nizka prepustnost bazalta mu omogoča, da deluje kot akvitard ali polpropustna plast, kar zagotavlja visoko stopnjo zadrževanja. To močno zmanjša stopnjo infiltracije in poznejšega polnjenja, hkrati pa izolira vodonosnik od vadozne cone, kasnejših površinskih izgub zaradi izhlapevanja in evapotranspiracije ter morebitne kontaminacije.
Erozija razkrije koščke peščenjaka na brežinah vodonosnika, ki se imenujejo izdanki. Tu nastopi dež in tudi tam, kjer lahko pride do onesnaženja. Na splošno vodonosnik obsega vrsto kremenčevega peska, dobro zaobljene oblike in ima nizko vsebnost gline. Granulometrični podatki kažejo, da ima več kot 50 % zrn premer med 0,125 in 0,250 milimetrov.
Raziskave in spremljanje vodonosnika, da bi ga bolje upravljali kot vir, se štejejo za pomembne, saj je stopnja rasti prebivalstva na njegovem območju razmeroma visoka, kar povzroča večjo porabo in tveganja onesnaženja.
Države nad vodonosnikom so tudi prvotne štiri države Mercosurja.

## Polnjenje vodonosnika
Porazdelitev polnjenja je povezana s količino padavin. Njegova zapletenost je posledica posredne povezave med njimi. Stopnja infiltracije je odvisna od parametrov, ki so spremenljivke v času in prostoru. Drug pomemben dejavnik, ki prispeva k polnjenju vodonosnika, je pomen evapotranspiracije. Tla, rastline in ozračje bi lahko obravnavali kot sestavne dele sistema, fizično povezanega in dinamičnega. V nekaterih regijah je količina vode, ki izhlapi, večja od odtočnega toka.
Študija, ki jo je izvedla Brazilian Agricultural Research Corporation (Embrapa) v Ribeirão Preto - Brazilija, od leta 1994 do 2001 kaže, da kmetijska dejavnost, pri kateri se uporabljajo kemični proizvodi, predstavlja tveganje za onesnaženje podtalnice.
Prestrezanje rastlin je še en dejavnik, ki neposredno vpliva na količino vode, ki se infiltrira v tla, glede na Soares in Almeida (2001), ki sta izvedla študijo na območju evkalipta med oktobrom 1995 in septembrom 1996. Prestrezanje v tem obdobju je bilo ocenjeno v 11 % vrednosti padavin.